# Pippo Restaurant
Pippo es un restaurante de Buenos Aires. Su especialidad gastronómica son los platos de pastas como los vermicelli con tuco y pesto, ravioles, noquis, Sorrentinos,  lasagnas, aunque la oferta incluye también platos como el asado o el bife de chorizo, y minutas como Milanesas y papas fritas También ofrece postres bien típicos como el queso y dulce, el flan mixto o el budín de pan.
De estilo popular, servicio rápido y precios económicos, está señalado como uno de los restaurantes clásicos de la ciudad.